# Argia croceipennis
Argia croceipennis är en trollsländeart som beskrevs av Selys 1865. Argia croceipennis ingår i släktet Argia och familjen dammflicksländor. IUCN kategoriserar arten globalt som livskraftig. Inga underarter finns listade i Catalogue of Life.